# Арати Кумар-Рао
Арати Кумар-Рао — индийская писательница и фотограф. В 2023 году она выпустила книгу «Marginlands: Indian Landscapes on the Brink» и была включена в список 100 женщин по версии Би-би-си.
Арати Кумар-Рао родилась в Бангалоре. Она получила степень магистра делового администрирования (MBA) в Школе глобального менеджмента Thunderbird, степень магистра педагогических наук в Университете штата Аризона и степень магистра физики в Университете Пуны, затем работала в Intel. В 2013 году она решила оставить работу и писать о пейзажах. В своём блоге на Tumblr «Дневники реки: Брахмапутра» она рассказала о реке Брахмапутра. Она прошла с писателем Полом Салопека по индийским штатам Пенджаб и Раджастхан.
Дебютный роман Рао «Marginlands: Indian Landscapes on the Brink» был опубликован издательством Picador India 2 июня 2023 года. В книге рассказывается о её путешествиях по окраинам, о том, как она внимательно прислушивалась к их обитателям и древней мудрости местной земли. В том же году Рао вошла в список 100 женщин по версии Би-би-си.

## Избранные произведения
- Kumar-Rao, Arati. Marginlands: Indian Landscapes on the Brink. — India : Picador, 2023. — ISBN 978-9395624435.